# De Kuil (Zutendaal)
De Kuil is een natuurgebied dat gelegen is op de zuidoever van het Albertkanaal, op de zuidoever ten oosten van Ford Genk, op de grens van de gemeenten Genk, Zutendaal en Bilzen.

## Deense Wijers
Hier lag de Deense Wijers, een beroemd natuurgebied van 72 ha, waarvan 40 ha visvijvers. Nabij de 5 à 6 vijvers verbleven tal van vogelsoorten, waaronder dodaars, roerdomp, bruine kiekendief, wouwaapje en slobeend. Van de vegetatie kon worden genoemd: lavendelheide, beenbreek, zonnedauw, wateraardbei, veenpluis, zwanenbloem en wilde gagel.

## Heden
Dit gebied werd echter opgeofferd voor de aanleg van industrieterrein, waartoe een deel werd opgespoten met zand uit het verbrede Albertkanaal.
10 ha van dit gebied werd nooit als industrieterrein ingericht en kwam in 1982 in bezit van Orchis vzw, die het als natuurgebied inrichtte en beheerde. De bovenlaag werd afgegraven en er ontstonden plassen en vennetjes met een venige ondergrond. Hier komen, naast heide, weer zonnedauw, moeraswolfsklauw, knolsteenbreek en diverse orchideeën voor.